# Samuela Vula
Samuela Vuluma Vula (22 agosto 1984) è un calciatore figiano, difensore del Suva.

## Carriera

### Nazionale
Tra il 2007 ed il 2012 ha giocato in totale 10 partite con la Nazionale figiana, con la quale nel 2012 ha preso parte alla Coppa d'Oceania.